# EPFL (métro de Lausanne)
Pour les articles homonymes, voir EPFL (homonymie).
EPFL est une station de métro de la ligne M1 du métro de Lausanne, située route de la Sorge à Écublens, à l'ouest de l'agglomération lausannoise, dans le canton de Vaud. Elle dessert notamment l'école polytechnique fédérale de Lausanne.
Mise en service en 1991,  c'est une station, équipée d'ascenseurs, qui est accessible aux personnes à mobilité réduite.

## Situation sur le réseau
Établie à 397 mètres d'altitude, la station EPFL est établie au point kilométrique (PK) 5,265 de la ligne M1 du métro de Lausanne, entre les stations UNIL-Sorge (direction Lausanne-Flon) et Bassenges (direction Renens-Gare) et, la ligne étant à voie unique, elle sert de point de croisement.

## Histoire
Comme toute la ligne, les travaux de construction de la station débutent en 1988 et elle est mise en service le 2 juin 1991, lors de l'ouverture à l'exploitation de la ligne M1. Son nom a pour origine l'acronyme de l'école polytechnique fédérale de Lausanne (EPFL) qu'elle dessert. C'est une station sur un seul niveau, construite au niveau du sol le long de la route.

## Service des voyageurs

### Accès et accueil
La station est construite sur le flanc nord de la route de la Sorge, à côté de bâtiments de l'EPFL et du garage-atelier de la ligne. Elle dispose d'une passerelle avec trois ascenseurs et d'un passage souterrain. Cette configuration ne nécessite pas d'escaliers mécaniques, et lui permet d'être accessible aux personnes à mobilité réduite. Elle dispose de deux quais : un quai central et un quai latéral en direction de Renens.

### Desserte

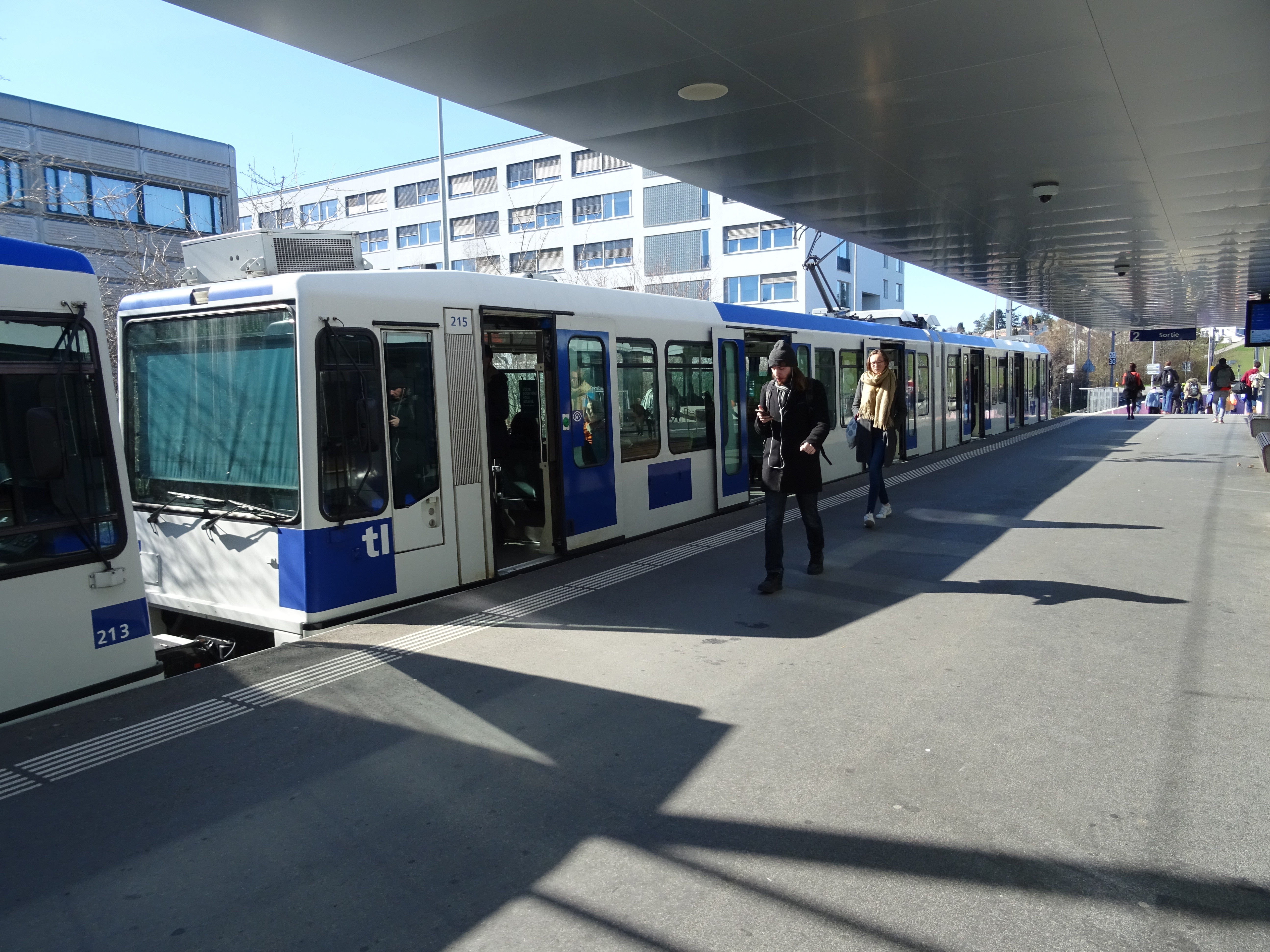
Rame à quai en direction de Lausanne-Flon.

La station EPFL est desservie tous les jours de la semaine, la ligne fonctionnant de 5 h 15 à 0 h 45 du matin (à partir de 5 h 50 les dimanches et fêtes) environ, par l'ensemble des circulations qui parcourent la ligne. Les fréquences varient entre 5 et 15 minutes selon le jour de la semaine,. La station est fermée en dehors des heures de service de la ligne.

### Intermodalité
Des correspondances sont possibles avec la ligne de bus des transports de la région Morges-Bière-Cossonay (MBC) 705.

### Encyclopédie spécialisée
- [DEHA97] Michel Dehanne, Michel Grandguillaume, Gérald Hadorn, Sébastien Jarne, Jean-Louis Rochaix et Annette Rochaix, Voies normales privées du Pays de Vaud, Lausanne, BVA, 1997 (ISBN 2-88125-010-6)